# Szojuz–FG
A Szojuz–FG (cirill betűkkel: Союз-ФГ, GRAU-kódja: 11A511U-FG) orosz hordozórakéta, az R–7 interkontinentális ballisztikus rakétán alapuló Szojuz hordozórakéta-család tagja, melyet a szamarai RKC Progressz vállalat gyárt. A Szojuz–U hordozórakéta továbbfejlesztett, modernizált változata, melyet 2001 óta alkalmaznak, elsősorban a Szojuz TM és Szojuz MSZ űrhajók, valamint a Progressz teherűrhajók indítására.
Legfőbb jellemzője a rakéta alapjául szolgáló Szojuz–U-hoz képest az első és a második fokozat új, növelt tolóerejű hajtóműve, melyet eredetileg a Szojuz–2-höz fejlesztettek ki. A hordozórakéta elődeihez viszonyított jobb energetikai jellemzőinek köszönhetően 250–300 kg-mal nagyobb hasznos terhet szállíthat. Az első fokozatban a növelt tolóerejű RD–107A rakétahajtóművet, a második fokozatban az RD–108A használják, míg a harmadik fokozatba továbbra is a korábbi változatokon is használt RD–0110 hajtóművet építették.
A hordozórakéta Fregat végfokozattal kiegészítve is használható, így űrszondák és magasabb pályára állítandó műholdak indítására is alkalmas. A hordozórakétát 2003-ban, a Mars Express űrszonda indításához használták először Fregat végfokozattal.
A Szojuz–FG hordozórakétákat a Szojuz és Progressz űrhajókkal a Bajkonuri űrrepülőtér 1. indítóállásából, míg a Fregat végfokozattal felszerelt rakétákat a 31. indítóállásból indítják.
A hordozórakétát 2001. május 20-án indították először, amikor a Progressz M1–6 teherűrhajót állította pályára. A Szojuz MSZ–10 űrhajó 2018. október 11-i indítása a hordozórakéta hibája miatt sikertelen volt (ez volt a Szojuz–FG 65. indítása).
A rakéta még az ukrajnai Kommunar vállalatnál gyártott analóg vezérlőrendszerrel van felszerelve. 2019-től új, orosz gyártmányú digitális vezérlőrendszert fognak használni a Szojuz rakétáknál, de az már csak a Szojuz–2-nél fog megjelenni.
A tervek szerint 2019-től a Szojuz–2 hordozórakéta váltja fel, miután a 2004 óta lényegében kísérleti fázisban lévő és csak műholdak indítására használt új hordozórakéta sorozatgyártása felfut.